# Vähärivier
De Väharivier (Zweeds: Vähäjoki) is een rivier, die stroomt in de Zweedse  gemeente Övertorneå. Het twee kilometer lange riviertje dient tot afwatering van het Olkamangijärvi, net zoals haar buurbeek Rovanoja. De Vähärivier mondt uit in de Pentäsrivier.